# Tempel-Folkfestival
Das Tempel-Folkfestival  ist ein jährlich stattfindendes Musikfestival in Duisburg-Rheinhausen, das sich auf den Bereich der Folkmusik konzentriert.

## Geschichte
Schon vor dem ersten Festival fanden einzelne Konzerte im Tempel, ein in einem Wohngebiet in Duisburg-Rheinhausen gelegenes Jugendzentrum, statt. Nachdem Mitarbeiter des Jugendzentrums den Entschluss gefasst hatten, aus einzelnen Konzerten ein größeres Festival im Zuge des Gemeindefests zu organisieren, fand das erste Folkfestival am 5. Juni 1993 statt, um das kulturelle Angebot des Stadtteils zu erweitern.
Der Erfolg im ersten Jahr (immerhin 1500 Besucher) ermutigte die Macher dazu, das Festival auch in den Folgejahren weiter zu veranstalten, so kommen mittlerweile in jedem Jahr durchschnittlich 5000–6000 Besucher. Zum zehnjährigen Bestehen traten 2002 u. a. Fiddler’s Green auf. Mit den Jahren hat sich auch die Bandbreite der Musik entwickelt: So traten unter anderem schon die Ohrbooten (2008), Fanfarlo (2010), Wallis Bird (2008 & 2011), Mighty Oaks (2013) und viele weitere Künstler und Bands diverser Musik- und Stilrichtungen auf.
Eine beibehaltene Tradition aus den Zeiten des reinen Folkfestivals ist der Verkauf der irischen Biersorten Guinness, Kilkenny und Stowford-Cider.
Anfangs fand das Festival auf einer kleinen Bühne statt, die auf der Wiese vor dem Jugendzentrum aufgebaut wurde. Mit den Jahren hat das Festival auch dem Punkt immer mehr an Größe und Professionalität dazugewonnen und ab 2010 kam auch eine weitere Bühne, die sogenannte „Mühlenbühne“, dazu, welche damit die kleine Singer & Songwriter Bühne im Tempel selber ablöste.
Grundidee des Folkfest ist es, dass es ein „Umsonst & Draußen“ Festival ist und sich über den Verkauf von Speisen und Getränken finanziert sowie überwiegend von ehrenamtlichen Helfern durchgeführt wird.
Neben den Gastronomie-Ständen werden auch eine Tombola, ein betreutes Kinderprogramm sowie seit 2010 ein Kindertheater, mit welchem das Festival eröffnet wird, angeboten.
Zum 20. Jubiläum des Festivals wurde im Jahr 2013 die Konzertreihe „Folkfestspiele“ gestartet. Mit dabei waren bereits Künstler wie Wallis Bird oder Mobilée.

## Auftritte
- 1993: Alipaß, Luna Luna, Sheevon, The March
- 1994: Alipaß, Claymore, Fiddler’s Green, Moyland, The March, Mac Theisen
- 1995: Limerick Junction, Nelsons Wedding, Moyland, No More We Shall Overcome, Mac Theisen
- 1996: Barbara Gosza, Five Alive Ò, In Search Of A Rose, Ride On, The Mahones
- 1997: Chalice Well, La Marmotte, Pressgang, Seisiun, Tapsi Turtles
- 1998: Cluricaun, Daddy Long Legs, Dat Dütt, Lady Godiva, Reel Feelings
- 1999: Lecker Sachen, Mac Theisen, The Teenage Idols, Tir-An-Cheoil, Whisky Priests
- 2000: Bardic, Five Alive Ò, Heavy Gummy, Paddy Goes To Holyhead, Pressgang
- 2001: Connemara Stone Company, Horch, Lecker Sachen, Seisiun, Tears For Beers
- 2002: Fiddlers Green, Naked Raven, Schandmaul, Shanachie, Wayfaring Strangers
- 2003: Apparatschik, Cromedale, Finn, Heavy Gummi, Lady Godiva, Just in Tune
- 2004: Cara, In Search Of A Rose, Tanzbefehl, Whisht
- 2005: Eric Fish, Farfarello, Finn, Polkaholix
- 2006: Bardic, Lack Of Limits, Naked Raven, Smokin Socks, Transsylvania Phönix
- 2007: Broom Bezzums, Mardi Gras.bb, Rapalje, Sagaïs Suitcase, Skyclad, The Mark Bennett Band
- 2008: Black Rust, Eddie Arndt, K.C. McKanzie, La Papa Verde, Nic Koray, Ohrbooten, Wallis Bird
- 2010: Fanfarlo, Ma Valise, Piazumanju, Jonas Künne, Bazouk, Mobilée
- 2011: Wallis Bird, Ezio, The Great Bertholinis, Bukahara Trio, Schlagsaite, Tanga Elektra, The Smarts
- 2012: Les Yeux d’la tête, The Art of Fusion, Tanga Elektra, Mighty Mammut Movement, La Papa Verde, We Invented Paris, Matt Epp, Aaron Neal Crawford, TimMcMillan and Friends
- 2013: Golden Kanine, Skinny Lister, Honig, Daniel Norgren, Mighty Oaks, Hasenscheisse, Pulsar Trio, Mario Nyéky & The Road, Mondo Mash Up Soundsystem
- 2014: We Invented Paris, Jamaram, Tanga Elektra, Minnie Marks, Skazka Orchestra, Antun Opic, Keston Cobblers Club, Jamie Clarkes Perfect, We Used To Be Tourists
- 2015: La Chiva Gantiva, The Leisure Society, Minnie Marks, SEA +AIR, Charity Children, Riders Connection, Tom James, Esperanska, Provinztheater
- 2016: Bukahara, Frase, Giant Rooks, Hussy Hicks, Moglebaum, Provinztheater, Resistanzen2, Fog Joggers, The Magic Mumble Jumble
- 2017: Betrayers of Babylon, Frase, Singadjo, Postcards, Hannah Epperson, Royal Street Orchestra, Sons of Settlers, Einar Stray Orchestra, Love Machine
- 2018: Shishko Disco, Broken Brass Ensemble, Holler My Dear, Walking On Rivers, Christopher Paul Stelling, Kent Coda, Chanson Trottoir, Horst Hansen Trio, Calypsonic Steel Orchestra

## Benefiz
Das Folkfestival ist immer einem guten Zweck gewidmet, ein möglicher Überschuss wird für gute Projekte weitergegeben.
- 1993: Entwicklungshilfe-Projekt in Marokko
- 1994: Entwicklungshilfe-Projekt in Wologda, Russland
- 1995: Anti-Rassismus-Informations-Zentrum NRW
- 1996: Autonomes Frauenhaus Oberhausen
- 1997: Trebe-Café für obdachlose Mädchen in Düsseldorf
- 1998: Entwicklungshilfe-Projekt in Marokko
- 1999: Wildwasser Duisburg e. V.
- 2000: Aids-Hilfe Duisburg/Kreis Wesel e. V.
- 2001: Psychosoziales Zentrum für Flüchtlinge, Düsseldorf
- 2002: Antirassistisches Telefon Duisburg/Büro gegen rassistische Diskriminierung e. V.
- 2003: Clownsvisite e. V.
- 2004: Arbeitsgruppe SOS-Rassismus NRW
- 2005: “Dekade 2005”
- 2006: Förderverein TEMPEL e. V.
- 2007: Förderverein TEMPEL e. V.
- 2008: Lebenshilfe Duisburg e. V.
- 2010: Medizinische Flüchtlingshilfe Bochum
- 2011: ImmerSatt Kinder- und Jugendtisch e. V.
- 2012: Förderverein TEMPEL e. V.
- 2014: Förderverein Spielträume e. V.
- 2015: Förderverein Robinson Bauspielplatz
- 2016: mehr Flüchtlingshilfe e.V.
- 2017: Gemeinsam gegen Kälte e.V.